# Begoña Vila
Pour les articles homonymes, voir Vila.
María Begoña Vila Costas, née en 1963 à Vigo (Espagne), est une astrophysicienne espagnole spécialisée dans l'étude des galaxies spirales. Elle réside actuellement à Washington (États-Unis) et travaille comme ingénieur système au Goddard Space Flight Center de la NASA. Elle est l'ingénieur en chef pour le Fine Guidance Sensor and Near Infrared Imager and Slitless Spectrograph (en) (capteur de guidage fin et imageur proche infrarouge et spectrographe sans fente, FGS-NIRISS) sur le télescope spatial James-Webb en plus d'être chargé du test à froid final du groupe d'instruments avant leur intégration au télescope.

## Carrière
Begoña Vila a étudié l'astrophysique à l'Université de Saint-Jacques-de-Compostelle et à l'Institut d'astrophysique des Canaries de 1981 à 1986. Elle a obtenu son doctorat en astrophysique au Jodrell Bank Center for Astrophysics de l'Université de Manchester en 1989.
À partir de 2006, elle a travaillé à la conception et à la construction du Fine Guidance Sensor and Near Infrared Imager and Slitless Spectrograph (en) (capteur de guidage fin et imageur proche infrarouge et spectrographe sans fente, FGS-NIRISS), qui a été transporté par le télescope spatial James-Webb dans une entreprise canadienne sous la direction de l'Agence spatiale canadienne. Lorsqu'il a été livré en 2012 et que le premier test à froid a été effectué, la NASA a décidé de l'embaucher par l'intermédiaire d'une société externe en tant qu'ingénieur système pour l'instrument.

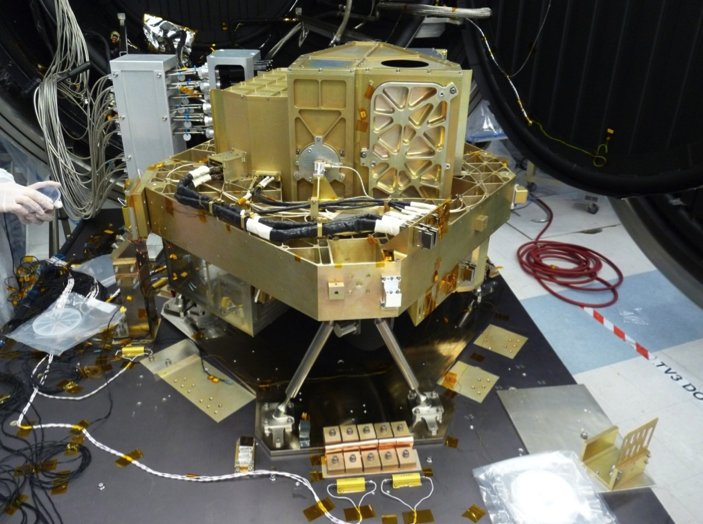
Vila est l'ingénieur en chef du Fine Guidance Sensor and Near Infrared Imager and Slitless Spectrograph (capteur de guidage fin et imageur proche infrarouge et spectrographe sans fente, FGS-NIRISS), photographié ici en 2016.

Depuis 2013, elle est « FGS lead systems engineer », chargée des tests du capteur, de son fonctionnement en orbite, des limitations, des composants logiciels, etc. Elle coordonne également l'ensemble des instruments scientifiques regroupés dans l'Integrated Science Instrument Module (ISIM) pour les essais à froid,.
Elle est membre d'Españoles Científicos en USA (ECUSA-DC), une organisation qui englobe la communauté scientifique espagnole du Maryland, de Virginie et de Washington.
En 2016, elle a été honorée par la NASA avec l'Exceptional Public Achievement Medal pour ses « années de leadership et de réalisations exceptionnelles » ainsi que pour la conception et le développement du FGS-NIRISS,.
.
En 2017, elle a remporté le prix María Josefa Wonenburger Planells pour son travail scientifique.